# Захаропулу, Хрисула
Хрисула Захаропулу (фр. Chrysoula Zacharopoulou, греч. Χρυσούλα Ζαχαροπούλου; род. 7 мая 1976, Спарта) — французский гинеколог, политический и государственный деятель. Государственный секретарь по вопросам развития, франкофонии и международных партнёрств при министре Европы и иностранных дел Франции с 20 мая 2022 года по 21 сентября 2024 года. В прошлом — депутат Европейского парламента (2019—2022) от партии президентского большинства «Вперёд, Республика!» (ныне «Возрождение»), член группы Обновляя Европу. Кавалер ордена «За заслуги» (2017).

## Биография
Родилась 7 мая 1976 года в греческом городе Спарта, в семье военного.
Окончила римский университет «Сапиенца». Получила докторскую степень (PhD) со специализацией по эндометриозу.
В 2007 году переехала во Францию. Работала гинекологом в госпитале имени Луи-Жака Бежена Медицинской службы Вооружённых сил Франции в Сен-Манде.
В 2015 году вместе с актрисой Жюли Гайе создала ассоциацию Info-Endométriose. В 2016 году ассоциация запустила первую национальную информационно-просветительскую кампанию по эндометриозу под названием «Месячные естественны, а не боль» (Les règles c’est naturel, pas la douleur), предназначенную для широкой общественности и медицинских работников. В кампании принимала участие певица Имани. За кампанию награждена в 2017 году орденом «За заслуги». В марте 2021 года министр Оливье Веран поручил Хрисуле Захаропулу разработать национальную стратегию по борьбе с эндометриозом.
По результатам выборов в Европейский парламент 2019 года избрана депутатом от партии президентского большинства «Вперёд, Республика!» (LaREM). Была членом группы Обновляя Европу, вице-президентом Комиссии по развитию, членом Комитета по правам женщин и гендерному равенству (FEMM). Параллельно работала один день в неделю в военном госпитале в Сен-Манде.
Во время пандемии COVID-19 вернулась к работе в военном госпитале в Сен-Манде. Была сопредседателем международной программы COVAX («Ковакс»), созданной при участии Всемирной организации здравоохранения для ускорения разработки и производства вакцин против COVID-19, а также обеспечения их справедливого и сбалансированного распределения среди всех стран мира. Также с 24 марта 2022 года была членом специального комитета Европарламента по пандемии COVID-19.
20 мая 2022 года назначена государственным секретарём по вопросам развития, франкофонии и международных партнёрств при министре Европы и иностранных дел Франции Катрин Колонна в правительстве Борн. Сменила Жан-Батиста Лемуана, государственного секретаря по делам туризма, французских граждан за рубежом и франкофонии. Стала первой гречанкой на государственной должности такого уровня во Франции.
4 июля 2022 года при формировании второго правительства Борн назначена государственным секретарём по вопросам развития, франкофонии и международного партнёрства.
21 сентября 2024 года по итогам досрочных парламентских выборов было сформировано правительство Барнье, в котором Захаропулу не получила никакого назначения.